# Lettres sur l'éducation esthétique de l'homme
Pour les articles homonymes, voir Esthétique (homonymie).

Lettres sur l'éducation esthétique de l'homme est un traité de Friedrich Schiller rédigé sous forme épistolaire qui discute les thèses de Kant sur l'esthétique et analyse le déroulement de la Révolution française, publié en 1795. Elles ont une place importante dans son oeuvre. Il y présente la place de la beauté dans la vie humaine et y développe une conduite à tenir, dans une éthique du juste milieu.

## Histoire du texte
Elles ont pour origine les lettres que Schiller adressa au duc Frédéric-Christian de Schleswig-Holstein entre février et décembre 1793. Celles-ci disparurent dans un incendie. En février 1794, Schiller commença à en rédiger une nouvelle version. Les lettres furent publiées en 1795 dans la revue « les Heures ».

## contenu du texte

### Lettres 1 à 9
Schiller soutient que le problème politique ne peut être résolu que par l'esthétique. L'éducation esthétique ennoblit les hommes, ce qui est la condition de leur agir moral. Il est vain de chercher à établir la liberté politique avant l'éducation esthétique des hommes.

### Lettres 10 à 16
Le texte propose une analyse des facultés humaines. Il y a selon lui deux facultés fondamentales : la nature sensible et la nature raisonnable.